# Örtze
Örtze este un râu cu lungimea de 55 km din Saxonia Inferioară care izvorăște la nord de Munster și se varsă la Winsen în Aller. Etimologia denumirii râului probabil provine din germana veche  Horz (Cal) deoarece pe lunca râului din Lüneburger Heide au păscut mai demult herghelii de cai.